# Riddim Driven: Trilogy
Riddim Driven: Trilogy jest czwarta płytą z serii Riddim Driven oraz pierwszą na której wszystkie piosenki były tylko na jednym riddimie.  Została wydana w marcu 2001 na CD i LP. 

## Lista
1. "War Nah Dun" – Elephant Man
2. "Spy" – Lexxus, Flexx
3. "Smoke Clears" – Bounty Killer, Wayne Marshall
4. "It's On" – Sean Paul
5. "Anything" – Mad Cobra
6. "U Hear Dat" – Degree
7. "Mi Nuh Inna Dat" – Beenie Man
8. "One For Me" – Ward 21
9. "War" – Zumjay, Alozade
10. "Anti-Theft" – Mr. Vegas
11. "Gi Wi Dem" – Spragga Benz, Red Square
12. "Go Hide" – Frisco Kid
13. "Trilogy" – Galaxy P
14. "Kitty" – Lady Saw
15. "Nah Fi Get" – Red Rat
16. "Jump" – A.R.P.
17. "Sweet Dreams" – Anthony Cruz